# Hornera brancoensis
Hornera brancoensis is een mosdiertjessoort uit de familie van de Horneridae. De wetenschappelijke naam van de soort is voor het eerst geldig gepubliceerd in 1907 door Calvet.